# Dimitris Semsis (Salonikios)
Dimitris Semsis (griechisch Δημήτρης Σέμσης, Künstlername Salonikios Σαλονικιός, * ca. 1881 in Stromnitsa Στρώμνιτσα; Osmanisches Reich, Vilâyet Saloniki (Βιλαέτι της Θεσσαλονίκης), heute Mazedonien; † 13. Januar 1950 in Athen) war ein griechischer Rembetikomusiker und Violinist.

## Kindheit
Dimitris Semsis stammte aus einer Musikerfamilie. Sein Großvater und sein Vater Michalis waren Geigenbauer und Geiger. Musikalisch wurde er hauptsächlich von seinem Vater unterrichtet. Er lernte auf die traditionelle Weise durch Zuhören und gemeinsames Musizieren mit dem Vater und Großvater. Früh erkannte der Vater sein Talent und sparte Geld um ihn zum Unterricht nach Thessaloniki zu schicken, wofür der Zehnjährige aber noch nicht bereit war.

## Reisejahre
1896 schloss er sich einer Zirkuskapelle an. In den folgenden Jahren reiste er durch Persien, Arabien, Palästina, Ägypten und nach Äthiopien. Immer wieder war er in Konstantinopel, wo er auch eine längere Zeit zwischen 1909 und 1912 verbrachte. Eine andere Reise führte ihn 1914 nach Smyrna. Auf seinen Reisen lernte er unterschiedliche Musiktraditionen, unter anderem die Türkische und Persische Musik kennen, die seinen musikalischen Ausdruck und sein Repertoire erweiterten.

## Thessaloniki
Hier lernte er seine erste Frau, Sonchoula geb. Bochor Hanne, kennen. Aus der Ehe ging die Tochter Enriquette hervor. Diese Ehe ging in die Brüche. 1919 kehrte er in seinen Geburtsort Stromnitsa zurück, das nach dem Ersten Weltkrieg Teil des Königreichs der Serben, Kroaten und Slowenen wurde. Ende des Jahres 1919 zog die Familie nach Thessaloniki. 1921 heiratete er die achtzehnjährige Dimitra Kanoula die jüngeren Schwester des Musikers Kostas Kanoulas (aus Sokia (Σώκια) in Kleinasien dem heutigen Söke). Sie lebten bis Ende 1926 im Stadtteil Tsinari, der überwiegend von Jüdischen und Türkischen Kaufleuten bewohnt war. In dieser Zeit wurde er in Griechenland ein bekannter Musiker.

## Athen
1926 unternahm er seine erste Reise nach Athen, um an Musikaufnahmen von Dimitris Kalinikos (Arapakis) und Andonis Diamantidis (Dalgas) als Violinist mitzuwirken. In dieser Zeit erhielt er den Namen Salonikios. Er war der erste Instrumentalist dessen Namen auf einem Plattenlabel veröffentlicht wurde, was bisher einzig den Sängern vorbehalten war. Bei den neu gegründeten Schallplattengesellschaften Columbia und His Master’s Voice wurde er mit der künstlerischen Leitung beauftragt, weil er auch, die in jener Zeit selten anzutreffende Fähigkeit besaß, Partituren lesen zu können. Über einen Zeitraum von annähernd 20 Jahren war es seine Aufgabe, Repertoire, Sänger und Musiker auszuwählen. Er ließ sich 1927 in Athen nieder. 1929 wurde sein erstes Lied Kamomatou Smyrnia (Καμωματού Σμυρνιά) mit Andonis Diamantidis (Dalgas) veröffentlicht. Er machte mit vielen Größen seiner Zeit, wie Roza Eskenazy, Rita Abatzi, Andonis Diamantidis, Stellakis Perpiniadis, und Stratos Pagioumtzis Tonaufnahmen. Eine geplante Tournee durch die USA sagte er wegen des Todes seines Sohnes Nikos (* 1929 - † 7. November 1948) ab.
Nach kurzer Krankheit starb Dimitris Semsis am 13. Januar 1950 in Athen an Krebs.

## Trivia
- In Konstantinopel wurde Dimitris engagiert um vor Sultan Abdülhamid II. im Palast zu spielen. Aufgrund seiner Jugend durften die Haremsdamen die Vorstellung unverschleiert verfolgen.[3]
- Dimitris ältester Sohn, Michalis Semsis (* 1923 in Thessaloniki; † 3. Mai 1987 in Athen), war Violinist und spielte im Orchester des ERT. Er gründete 1980 die Elliniki Kamerata. Dessen Sohn Dimitris Semsis (* 1959 in München) ist ebenfalls Violinist, sein Sohn Stamos Semsis (* 1964 in Athen) arbeitet als Violinist und Komponist. Er hat u. a. mit Melina Kana, Giorgos Dalaras und Paul McCartney zusammengearbeitet.

## Musik
Mit Roza Eskenazy
- Ime Prezakias (Είμαι Πρεζάκιας)  (WMV; 13,4 MB); To Kanarini (Το Καναρίνι); I Babesa (Η Μπαμπέσα); O Xenitevmenos (O Ξενητευμένος)

Mit Rita Abatzi
- Ferenze (Φερενζέ); Xanthi Evreopoula (Ξανθή Εβραιοπούλα); Strive spango (Στρίβε σπάγκο); Mi me stelnis mana stin Ameriki (Mη με στέλνεις μάνα στην Αμερική); Manes Karip Hedzaz

Mit Stratos Pagioumtzis
- O boemis (Ο μποέμης)

Instrumentalaufnahmen
- Edinikos Karsilamas (Αιδίνικος Καρσιλαμάς) iera.gr (Memento vom 11. Januar 2007 im Internet Archive); Tsifteteli (Τσιφτετέλι), mit Agapios Tomboulis, Lambros Savaidis, Roza Eskenazy

I Karsona (Η καρσόνα) und Strive spango (Στρίβε σπάγκο) wurden auch von Haris Alexiou aufgenommen.